# Michelangelo Rampulla
Michelangelo Rampulla (* 19. August 1962 in Patti (ME), Sizilien) ist ein ehemaliger italienischer Fußballtorwart.
Momentan arbeitet er als Torwarttrainer beim italienischen Rekordmeister Juventus Turin.

## Karriere

### Als Spieler
Michelangelo Rampulla begann seine Karriere beim Verein seiner Heimatstadt, Pattese. Danach spielte er für Cesena, Varese und Cremonese.
Am 23. Februar 1992, beim 1:1 gegen Atalanta Bergamo, ging Rampulla in die Geschichte ein. Es gelang ihm als erstem Torwart in der Geschichte der Serie A, aus dem Spiel heraus ein Tor zu erzielen. Sein Team, die US Cremonese, lag mit 0:1 zurück, Rampulla lief in der Nachspielzeit zu einem Eckball mit nach vorn, köpfte den Eckstoß von der rechten Seite aus kurzer Entfernung ins Tor und sicherte seiner Mannschaft noch einen Punkt, der den lombardischen Klub am Saisonende dennoch nicht vor dem Abstieg in die Serie B retten konnte.
Im Sommer 1992 wechselte Michelangelo Rampulla zu Juventus Turin. In den folgenden Jahren war er hinter den Stammtorhütern wie Angelo Peruzzi, Edwin van der Sar oder Gianluigi Buffon stets die Nummer Zwei und wurde oft als „Fan auf der Bank“ bezeichnet. In dieser Zeit konnte er mit Juve sowohl auf nationaler als auch auf internationaler Ebene große Erfolge feiern.
Im Jahr 2002 beendete Michelangelo Rampulla seine Spielerkarriere.

### Als Trainer
Nach dem Ende seiner aktiven Laufbahn 2002 arbeitete Rampulla bis Sommer 2009 als Torwarttrainer und Verantwortlicher für die Torhüter der Jugendabteilung bei Juventus Turin. Als sein ehemaliger Mannschaftskollege Ciro Ferrara Claudio Ranieri im Mai 2009 als Trainer bei der Alten Dame ablöste, nahm dieser ihn als Torwarttrainer in seinen Betreuerstab auf.

## Erfolge

### Als Spieler
- Italienische Meisterschaft: 1994/95, 1996/97, 1997/98, 2001/02
- Champions League: 1995/96
- Champions-League-Finalist: 1996/97, 1997/98
- Weltpokal: 1996
- UEFA Super Cup: 1996
- UEFA-Pokal: 1992/93
- Coppa Italia: 1994/95
- Italienischer Supercup: 1995, 1997
- UEFA Intertoto Cup: 1999

## Verweise